# Abbey Road Studios
Abbey Road Studios is een opnamestudio aan Abbey Road, in St John's Wood, Londen. Diverse bekende artiesten hebben de studio gebruikt, waaronder in 1934 al Coleman Hawkins, later door Cliff Richard, The Shadows, Pink Floyd, Oasis, Spice Girls en Bastille. De studio is echter het bekendste als opnamestudio voor The Beatles. Het Beatlesalbum Abbey Road is naar de straat vernoemd waar de studio aan ligt. Het zebrapad voor de studio staat op de albumhoes, en is uitgegroeid tot een grote bezienswaardigheid. 
Het gebouw stamt uit 1831 en was een woonhuis, tot het in 1931 werd gekocht door The Gramophone Company dat later opging in EMI. Het studiocomplex heette lange tijd EMI Studios en werd pas in 1970 omgedoopt in Abbey Road Studios. Sinds 2006 wordt het Channel 4-televisieprogramma Live from Abbey Road hier opgenomen. In februari 2010 werd gespeculeerd over de verkoop van de studio, EMI kwam echter met een verklaring waarin stond dat er niet naar kopers, maar naar investeerders werd gezocht.

## Externe link

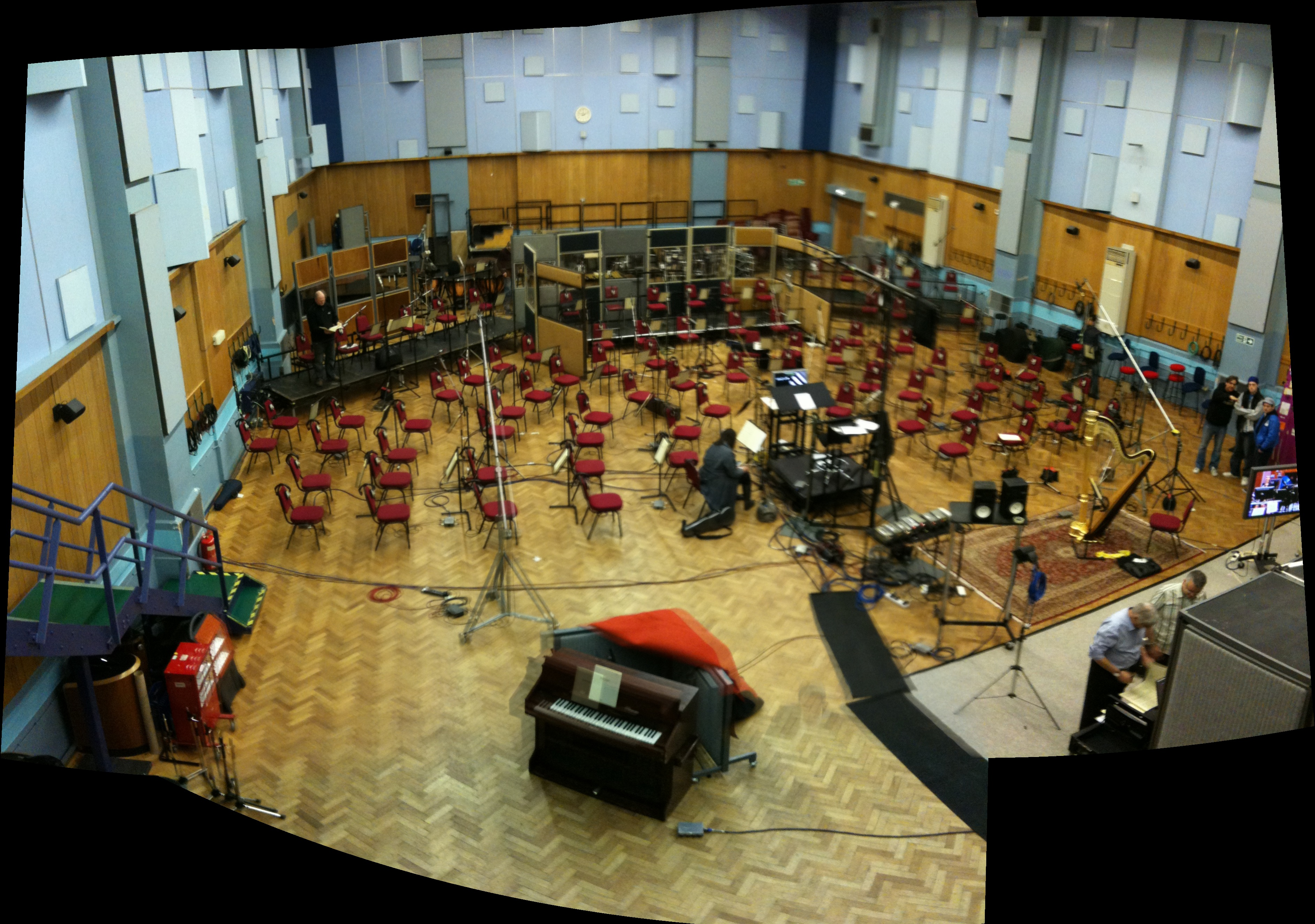
Een van de studio's